# Fritze Carstensen
Pour les articles homonymes, voir Carstensen.
Fritze Carstensen, née Nathansen le 18 juillet 1925 à Aarhus, et morte le 5 août 2005 à Lyngby-Taarbæk, est une nageuse sportive danoise. Elle est deux fois championne d'Europe de natation et remporte une médaille d'argent avec le relais 4 × 100 mètres nage libre aux Jeux olympiques d'été de 1948.

## Biographie
Fritze Carstensen naît le 18 juillet 1925 à Aarhus.
Elle commence sa carrière dans sa ville natale d'Aarhus, au sein du Gymnastikforening. En 1943, elle remporte son premier championnat danois sur 100 mètres nage libre.
Son premier grand succès international est le record du monde du 100 yards dos, qu'elle établit en 59,4 secondes. Fritze Carstensen participe aux Championnats d'Europe de natation 1947 à Monte-Carlo. Elle y remporta l'or au 100 mètres nage libre et une autre médaille d'or au 4×100 mètres nage libre avec le relais composé d'Elvi Svendsen, Karen Harup et Greta Andersen. Elle termine cinquième au 400 mètres nage libre.
Lors des Jeux olympiques d'été de 1948 à Londres, elle remporte la médaille d'argent avec Eva Arndt, Harup et Andersen dans le relais 4×100 mètres nage libre. En demi-finale du 100 mètres nage libre, elle se qualifie pour la finale en réalisant le deuxième meilleur temps derrière Greta Andersen. En finale, elle prend la dernière place, tandis qu'Andersen devient championne olympique. Elle atteint également la finale du 400 mètres nage libre, où elle se classe avant-dernière. La gagnante est l'américaine Ann Curtis, avec laquelle elle se livre à un duel captivant pour l'or en tant que nageuse finale du relais et n'est battue que de justesse. 

## Palmarès
- médaille d'argent aux Jeux olympiques d'été de 1948 relais 4 × 100 mètres nage libre[2]

### Championnats d'Europe
- Championnats d'Europe 1947 à Roquebrune-Cap-Martin (France) :
  -  Médaille d'or du 100 m nage libre ;
  -  médaille d'or du relais 4 × 100 m nage libre.